# Un p'tit truc en plus
Pour plus de détails, voir Fiche technique et Distribution.
Un p'tit truc en plus est un film français réalisé par Artus et sorti en 2024.
Il s'agit du premier long métrage du réalisateur.
Le film suit Paulo et la Fraise qui sont en cavale après un braquage. Ils trouvent refuge dans une colonie de vacances pour personnes en situation de handicap où ils se font passer pour un pensionnaire et son éducateur spécialisé.
À sa sortie, le film reçoit un accueil favorable et un grand succès commercial, dépassant les 10,8 millions d’entrées dans les salles françaises. Le film d’Artus devient un des 100 plus gros succès du cinéma français en termes d'entrées, entrant même, à la fin 2024, dans le top 20.

## Synopsis
Paulo vit de petits larcins avec son père, surnommé « La Fraise ». Après avoir braqué une petite bijouterie dans le centre de Valence (Drôme), ils se rendent compte que leur voiture a été embarquée par la fourrière, l'ayant garée illégalement sur une place pour personnes handicapées, à côté du palais de justice et d'un établissement s'occupant de jeunes adultes ayant un handicap mental qui se prépare justement à emmener ses pensionnaires en vacances dans un gîte dans le Vercors.
Alice, éducatrice et responsable du centre, attend un retardataire nommé Sylvain. Voyant arriver par hasard Paulo et La Fraise, elle pense que Paulo est Sylvain et prend La Fraise pour son éducateur. La Fraise y voit l’opportunité de se cacher de la police. Il parvient également à accompagner le groupe dans le bus, en persuadant Alice que sa présence est indispensable à « Sylvain ». La Fraise se fera surnommer fortuitement « Orpi » durant le trajet.
Arrivés au gîte, Alice apprend que ce sera probablement la dernière année que l'association pourra y séjourner, du fait de l'augmentation du loyer, sans oublier qu'elle prépare un départ aux États-Unis pour y rejoindre son copain, ce qu'elle a du mal à annoncer au groupe. Dans le même temps, Paulo — désormais Sylvain — essaie tant bien que mal de se faire passer pour un handicapé. Il fait illusion auprès des éducateurs, mais est très rapidement démasqué par 2 pensionnaires, Arnaud et Ludo, qui ont rapidement compris que « Sylvain » n'a pas de handicap mental et fait juste semblant. Arnaud et Ludo vont alors demander à Paulo de les aider à faire certaines choses dont ils ne se sentent pas capables, comme demander de sortir avec une des pensionnaires nommée Marie, sous peine de dévoiler son secret.
Au fil des jours, Paulo apprend à vivre avec ces gens qui ont un « p'tit truc en plus », tout en éprouvant une attirance pour Alice, tandis que La Fraise, forcé de faire l'éducateur, essaie de trouver une solution pour se tirer d'affaire malgré le manque de réseau et le bris de son téléphone. Malgré lui, il se retrouve à s'occuper de Baptiste, un fan de football et plus précisément de la légende portugaise Cristiano Ronaldo. Petit à petit, une sympathie finit par s'établir entre eux, qui n'avait jamais pu naître avec aucun des autres aidants. Cependant, ses méthodes brutes de décoffrage et ses sautes d'humeur sont assez mal perçues par le reste de l'équipe d'éducateurs.
Dans le même temps, Alice finit par rompre avec son petit ami, se rendant compte qu'il voulait absolument qu'elle lâche l'association sans états d'âme pour le rejoindre. Un peu lassés de réaliser des activités ennuyeuses comme du yoga, les pensionnaires de la colonie, portés par Sylvain, proposent de réaliser des activités plus productives, comme se mettre à faire la cuisine. La Fraise, étant souvent dehors avec Baptiste, propose aussi de faire plus d'activités en dehors du gîte. L'idée semble faire l'unanimité et, pour le dernier jour des vacances, Alice emmène la colonie faire de l’aviron.
Face au refus du gérant de louer des embarcations arguant un manque de sécurité, La Fraise le prend discrètement à partie et le menace de représailles pour le forcer à accepter. Mais en revenant de l'excursion, le gérant ayant appelé la police, Paulo et La Fraise sont contraints de fuir. Marqué par son expérience, Paulo décide de ne pas suivre son père et se rend. Quelques jours plus tard Paulo passe en jugement, quand Alice et la colonie arrivent en pleine audience pour le défendre. Car malgré son mensonge sur son identité et sa situation, il leur a permis de passer un séjour mémorable.
Quatre mois plus tard, Paulo, en liberté conditionnelle, travaille désormais comme aidant auprès d'Alice. Il voit arriver son père, arrêté par la police et qui n'a que quelques minutes pour lui parler avant de partir pour trois ans de prison. La Fraise offre un nouveau maillot de Cristiano Ronaldo à Baptiste puis repart, non sans avoir laissé un dernier cadeau de façon anonyme : avec l'argent des bijoux volés, il a racheté le gîte pour en faire don à l'association, leur permettant d'y revenir chaque été. On découvre alors que Paulo et Alice se sont rapprochés.

## Fiche technique
Sauf indication contraire, les informations mentionnées dans cette section peuvent être confirmées par les bases de données cinématographiques IMDb, Allociné et Unifrance,  présentes dans la section « Liens externes ».
- Titre original : Un p'tit truc en plus
- Réalisation : Artus
- Scénario : Artus, Clément Marchand et Milan Mauger
- Décors : Audric Kaloustian
- Costumes : Léa Peixoto
- Photographie : Jean-Marie Dreujou
- Son : Thomas Besson, Nicolas Dambroise, François De Morant et Matthieu Fichet
- Montage : Jean-François Élie
- Production : Pierre Forette et Thierry Wong
  - Production associée : Baptiste Deville
  - Production exécutive : Ludovic Naar
- Sociétés de production : Cine Nomine ; Auvergne-Rhône-Alpes Cinéma, BNP Paribas Pictures, Echo Studio, Kabo Films, M6 Films et Same Player (coproductions) ; SOFICA Cinécap 7, Cinéaxe 5 et Entourage 2 (en association avec)
- Sociétés de distribution : Pan Distribution (France) ; A-Z Films (Québec), Praesens Film (Suisse romande) et Vertigo Films Distribution (Belgique)
- Budget : 6 100 000 €
- Pays de production :  France
- Langue originale : français
- Format : couleur – 2,39:1
- Genre : comédie
- Durée : 99 minutes
- Dates de sortie : 
  - France, Belgique et Suisse romande : 1er mai 2024
  - Québec : 31 mai 2024

## Distribution
Sauf indication contraire, les informations mentionnées dans cette section peuvent être confirmées par les bases de données cinématographiques IMDb et Allociné,  présentes dans la section « Liens externes ».
- Artus : Paul « Paulo » Mounier / Sylvain
- Clovis Cornillac : Lucien « la Fraise » Mounier / Orpi[N 1]
- Alice Belaïdi : Alice
- Céline Groussard : Céline
- Marc Riso : Marc
- Théophile Leroy : Baptiste
- Ludovic Boul : Ludovic
- Stanislas Carmont[N 2] : Alexandre
- Marie Colin : Marie
- Gad Abecassis : Gad
- Sofian Ribes : Soso
- Arnaud Toupense : Arnaud
- Boris Pitoeff : Boris
- Mayane-Sarah El Baze : Mayane
- Christophe Véricel : le chauffeur du bus
- Anna Pabst : femme otage / caissière supermarché
- Thomas Bettencourt : homme otage
- Thibaut Conan : Thibaut
- Benjamin Vandewalle : le vrai Sylvain
- Grégoire Le Du : Monsieur Moisard
- Noam Mouhib : Julien, le fils de la cuisinière
- Heidi Becker-Babel : Muriel, la cuisinière
- Patrick Chanfray : Mathieu, le petit ami d'Alice
- Nadine Charvolin : la présidente de la cour d’assises
- Julien Lansiaux : Julien « Juju » le chauffeur

## Production

### Développement et attribution des rôles
Un p'tit truc en plus est le premier long métrage réalisé par Artus,. Le 13 juillet 2023, Le Film français dévoile les premières informations sur ce film alors présenté sous le titre Un petit truc en plus : les acteurs engagés dans les rôles principaux sont Artus, Clovis Cornillac, Alice Belaïdi, Marc Riso et Céline Groussard ; Artus en est le réalisateur ainsi que le coscénariste en compagnie de Clément Marchand et Milan Mauger, et Cine Nomine est la société de production du film. En août, le titre est légèrement modifié : le « e » de « petit » est remplacé par une apostrophe, ce qui donne Un p'tit truc en plus.
Pour les droits visuels et les droits musicaux concernant Dalida (dont un des vacanciers est fan), Orlando, frère de Dalida et qui aurait adoré le film, aurait offert les droits[réf. nécessaire].

### Tournage
Le tournage commence le 17 juillet 2023 dans une ferme qui constitue le décor du centre de la colonie de vacances, sur la route de Gontier à Malleval-en-Vercors, dans la région Auvergne-Rhône-Alpes. Il se déroule également dans les villes de Chatte et de La Sône, en Isère. Le 15 août, l'équipe s'installe à Valence, dans la Drôme, plus précisément pour filmer la place du Palais et la cour de l'école Louis-Pergaud. Le braquage, un des premiers instants du film, est tourné dans la bijouterie Andrieu au cœur du centre ville de Valence. Puis l'équipe se déplace dans le Vercors, dans la commune d'Izeron. Les prises de vues s'achèvent le 2 septembre suivant à Saint-Nazaire-en-Royans,,.

### Bande originale
Source : Cinezik
- Itsi bitsi petit bikini de Dalida
- Clic clic pan pan de Yanns
- Paroles, paroles de Dalida et Alain Delon
- Overnight de Parcels
- Love in Portofino de Dalida
- Say It Ain't So, Joe (version remasterisée de 2017[réf. nécessaire]) de Murray Head
- Entro En El Party de Carla Frigo
- Treize de Damien N-Drix, Mosimann, STV
- Voy de Costa & Quanta
- Minute de Xavier Polycarpe
- Aha Aha 'A Ha Ha 'A de Paul Diamond
- Mundian To Bach Ke (en) de Panjabi MC
- Tieduprightown de Parcels
- T'ho vista piangere de Bob Azzam

## Accueil

### Sortie
Début décembre 2023, la société Pan Distribution annonce une date de sortie du film Un p'tit truc en plus, prévue alors le 1er décembre 2024.
Le film fait son avant-première le 10 avril 2024, aux Rencontres du cinéma de Gérardmer, en présence du réalisateur et sort finalement en salles plus tôt qu'annoncé : le 1er mai 2024.

### Accueil critique
En France, le site Allociné attribue une moyenne de 3,1⁄5, d'après l'interprétation de 19 critiques de presse.

### Box-office
| Pays ou région      | Box-office                        | Date d'arrêt du box-office | Nombre de semaines |
| ------------------- | --------------------------------- | -------------------------- | ------------------ |
| France              | 11 000 000 entrées                | en cours                   | 46                 |
| Belgique Luxembourg | 317 000 entrées                   | en cours                   | 8                  |
| Suisse              | 164 000 entrées                   | en cours                   | 8                  |
| Allemagne           | 175 000 entrées                   | en cours                   | 2                  |
| Québec              | 20 000 entrées                    | en cours                   | 4                  |
| Monde hors France   | 894 241 entrées                   | en cours                   | 46                 |
| Total mondial       | 11 724 450 entrées 86 139 553 USD | en cours                   | 46                 |

#### En France
Avec 279 635 entrées le premier jour de sa sortie, le 1er mai, et 500 000 entrées en trois jours, le film réalise le deuxième meilleur démarrage de l'histoire du cinéma français, derrière Bienvenue chez les Ch'tis,.
- Le 10 mai, le film dépasse 1 600 000 entrées[18].
- Le 13 mai, BFM TV annonce que le film a dépassé le cap des deux millions d'entrées en deux semaines d’exploitation[19], confirmé par la suite par Allociné le 16 mai [20].
- Le 20 mai, BFM TV annonce que le cap des trois millions d'entrées est à son tour franchi[21].
- Le 24 mai, le seuil des quatre millions est atteint[22].
- Le 31 mai, Le Figaro Culture annonce les cinq millions d'entrées franchies[23],[24].
- Le 7 juin, Artus annonce sur son compte Instagram que le cap de six millions est atteint[25].
- Le 16 juin, Artus annonce sur son Instagram officiel, le cap des sept millions d'entrées[26].
- Le site Pure médias annonce le cap des huit millions d'entrées le 30 juin 2024[27].
- Le 11 juillet, Artus annonce sur son Instagram que le cap des neuf millions d'entrées rien qu'en France est franchi[28].
- Le 17 août, Artus annonce sur son Instagram que le cap des dix millions d'entrées rien qu'en France est franchi[29]. Cela en fait le plus gros succès au box-office français des 10 dernières années.
- Le 31 juillet 2025, Artus annonce sur son Instagram que le cap des onze millions d’entrées en 1 an en France est franchi.

| N° | Semaine                          | France | France    | France     |
| N° | Semaine                          | Rang   | Entrées   | Cumul      |
| -- | -------------------------------- | ------ | --------- | ---------- |
| 1  | 1 au 7 mai 2024                  | 1      | 1 131 341 | 1 131 341  |
| 2  | 8 au 14 mai 2024                 | 1      | 992 121   | 2 123 462  |
| 3  | 15 au 21 mai 2024                | 1      | 1 310 277 | 3 433 739  |
| 4  | 22 au 28 mai 2024                | 1      | 1 131 547 | 4 565 286  |
| 5  | 29 mai au 4 juin 2024            | 1      | 1 235 361 | 5 800 647  |
| 6  | 5 au 11 juin 2024                | 1      | 814 901   | 6 615 548  |
| 7  | 12 au 18 juin 2024               | 1      | 705 465   | 7 321 013  |
| 8  | 19 au 25 juin 2024               | 2      | 482 598   | 7 803 149  |
| 9  | 26 juin au 2 juillet 2024        | 3      | 612 139   | 8 415 288  |
| 10 | 3 au 9 juillet 2024              | 4      | 471 943   | 8 887 231  |
| 11 | 10 au 16 juillet 2024            | 4      | 310 660   | 9 198 080  |
| 12 | 17 au 23 juillet 2024            | 5      | 255 666   | 9 453 746  |
| 13 | 24 au 30 juillet 2024            | 5      | 183 507   | 9 637 526  |
| 14 | 31 juillet au 6 août 2024        | 6      | 169 680   | 9 807 206  |
| 15 | 7 au 13 août 2024                | 9      | 137 062   | 9 944 268  |
| 16 | 14 au 20 août 2024               | 8      | 204 626   | 10 148 894 |
| 17 | 21 au 27 août 2024               | 7      | 172 091   | 10 320 985 |
| 18 | 28 août au 3 septembre 2024      | 7      | 126 584   | 10 447 569 |
| 19 | 4 au 10 septembre 2024           | 7      | 100 054   | 10 547 623 |
| 20 | 11 au 17 septembre 2024          | 9      | 56 564    | 10 604 187 |
| 21 | 18 au 24 septembre 2024          | 10     | 53 448    | 10 657 635 |
| 22 | 25 septembre au 1er octobre 2024 | 15     | 42 227    | 10 699 862 |
| 23 | 2 au 8 octobre 2024              | 18     | 28 785    | 10 728 647 |
| 24 | 9 au 15 octobre 2024             | 20     | 20 704    | 10 749 351 |
| 25 | 16 au 22 octobre 2024            | 25     | 16 703    | 10 766 054 |
| 26 | 23 au 29 octobre 2024            | 26     | 15 223    | 10 781 277 |
| 27 | 30 octobre au 5 novembre 2024    | NC     | 6 970     | 10 788 247 |
| 28 | 6 au 12 novembre 2024            | NC     | 4 117     | 10 792 364 |
| 29 | 13 au 19 novembre 2024           | NC     | 3 930     | 10 796 294 |

#### Au niveau international
Le film est sorti quelques semaines plus tard dans plusieurs pays francophones comme la Belgique, le Luxembourg ou encore la Suisse romande. Ainsi, fin mai, le film cumule plus de 270 000 entrées dans ces territoires là, dont notamment un record de près de 180 000 entrées rien qu’en Belgique et Luxembourg, en seulement quelques semaines d’exploitation.
Fin juin de la même année, le film engendre 180 000 entrées supplémentaires hors-France, pour un cumul total de 450 000 spectateurs à l’étranger dont près de 300 000 entrées rien qu’en Belgique et Luxembourg. En Suisse romande, le film cumule lui, à la fin de ce mois, près de 150 000 entrées.
Fin juillet, le film ajoute 68 000 entrées à l’international pour un cumul total de plus de 515 000 entrées hors-France.
Il est prévu que le film soit distribué dans quinze autres territoires à ce jour et des accords pour un remake italien ont même été finalisés.
Bien que sorti sur peu de territoires internationalement, le film est resté à la septième place du top dix mondial de ComScore durant ses sept premières semaines d'exploitation.

## Distinctions

### Nominations
- César 2025 : Meilleur premier film pour Artus

## Festival de Cannes
Le 11 mai 2024, lors d'une entrevue avec France Inter, Artus annonce qu'aucune marque de luxe n'a souhaité habiller les acteurs du film pour la montée des marches du Festival de Cannes. Selon le réalisateur, les marques ont déjà prêté tous leurs costumes, et ajoute « que c’est toujours plus élégant pour une marque d’habiller Brad Pitt que d’habiller […] Artus et encore plus des acteurs en situation de handicap ».
Artus annonce finalement sur son compte Instagram : « C’est le groupe Kering qui habillera nos acteurs pour le Festival de Cannes. 
C’est eux qui nous ont contacté en premier ». Artus a aussi accepté la proposition de l'entreprise « Ouais et alors », portée sur l'inclusivité. Celle-ci leur a fourni des tee-shirts qui seront portés sur la Croisette et lors d'entrevues avec la presse.